# Turó de Sant Roc (Massanes)
El Turó de Sant Roc és una muntanya de 173 metres que es troba al municipi de Massanes, a la comarca de la Selva.